# レニー・ナンジス
レニー・ナンジス（Lenny Nangis、1994年3月24日 - ）は、グアドループ・バステール出身のプロサッカー選手。ASナンシー所属。サッカーグアドループ代表。ポジションはFW。

## 経歴

### クラブ
地元クラブでプレーを始め、10代でフランス本土に渡りSMカーンの下部組織に入団。2011-12シーズンよりトップチームに昇格し、8月31日のスタッド・ブレスト29戦でデビューを果たした。
2015年8月31日、推定移籍金100万ユーロでリールに移籍、4年契約にサインした。2016年8月1日、SCバスティアに1シーズンレンタル移籍することが発表された。
2017年9月2日、ヴァランシエンヌFCと3年契約を結んだ。

### 代表
各年代でフランス代表に選出されている。2011年にメキシコで開催されたFIFA U-17ワールドカップでは1ゴールを記録した。
2018年3月23日、トリニダード・トバゴ代表との親善試合でグアドループ代表デビュー。